# Lyubov Kozyreva
Lyubov Vladimirovna Kozyreva (em russo:  Любовь Владимировна Козырева; Krasnozavodsk, 12 de dezembro de 1956) é uma ex-jogadora de voleibol da Rússia que competiu pela União Soviética nos Jogos Olímpicos de 1980.
Em 1980, ela fez parte da equipe soviética que conquistou a medalha de ouro no torneio olímpico, no qual atuou em quatro partidas.